# António Chagas Rosa
António Chagas Rosa (født 1. januar 1960 i Lissabon, Portugal) er en portugisisk komponist, pianist og lærer.
Rosa studerede klaver og komposition på det Nationale Musikkonservatorium i Lissabon, og senere på Rotterdam Musikkonservatorium hos Klaas de Vries og Peter-Jan Wagemans. Han har skrevet orkesterværker, kammermusik, operaer, kormusik, klaver sonater, elektroniskmusik, vokalmusik etc. Han hører til blandt de ledende klassiske komponister af den nye generation i Portugal i dag. Rosa underviser i dag som lærer i kammermusik på Avairo Universitet.

## Udvalgte værker
- Klaverkoncert (1994-1995) - for klaver og orkester
- Mærkelige Melodier (2000-2001) - opera
- Intet Andet (19?) - for tenor, klaver og elektronisk bånd
- 4 Tegninger (19?) - for præpareret marimba